# المدافعون عن الوطن

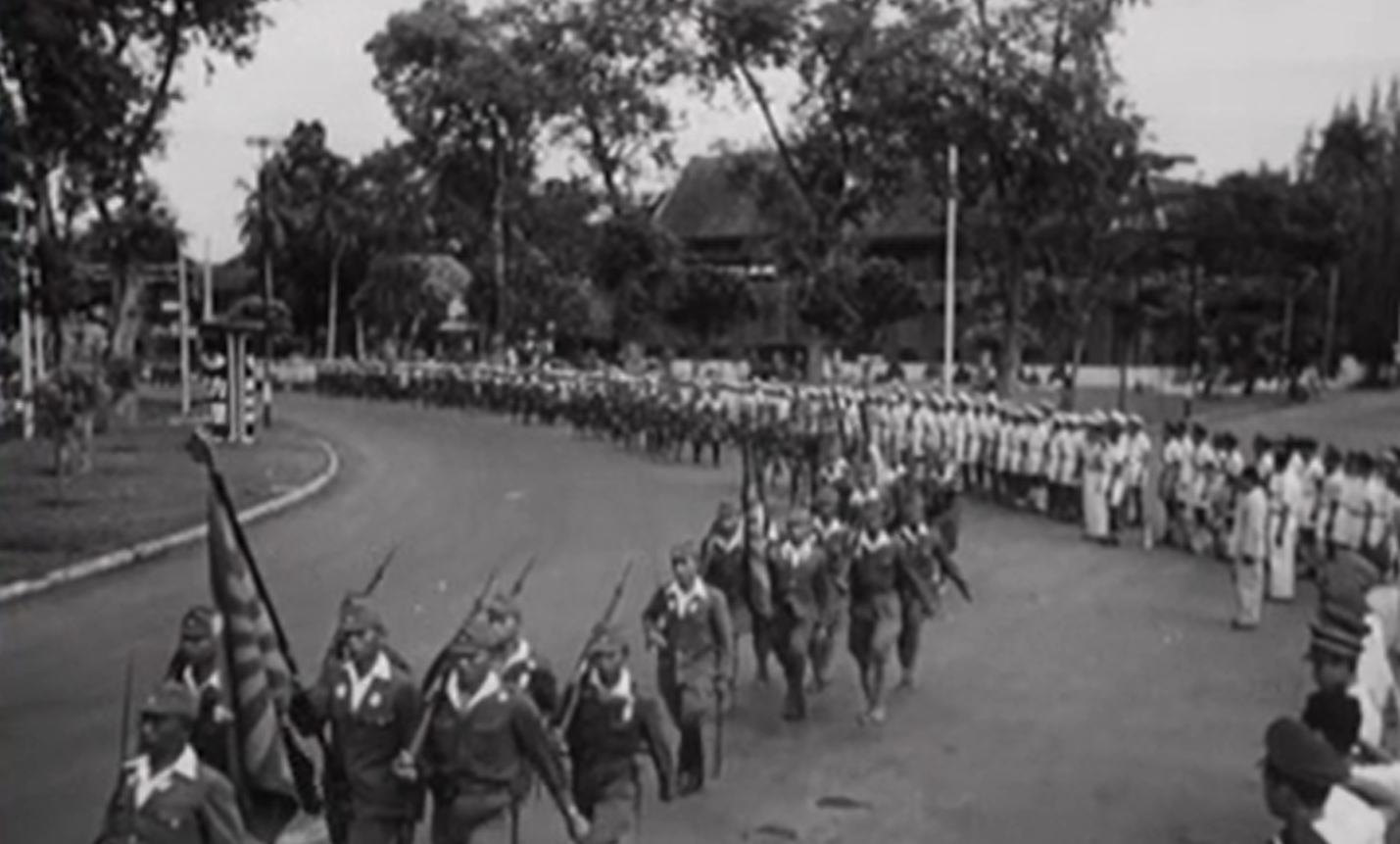
جيش المتطوعين الإندونيسي المعروف باسم "المدافعون عن الوطن" (Pembela Tanah Air - PETA).

المدافعون عن الوطن (بالإندونيسية: Tentara Sukarela Pembela Tanah Air، وتعرف اختصارًا: PETA) كان جيشًا متطوعًا إندونيسيًا أنشأه اليابانيون المحتلون في 3 أكتوبر 1943م في إندونيسيا. كان اليابانيون يقصدون جيش المدافعون عن الوطن لمساعدة قواتهم في معارضة الغزو المحتمل من قبل الحلفاء. بحلول نهاية الحرب كان هناك ما مجموعه 69 كتيبة في جاوة (حوالي 37.000 رجل) وسومطرة (حوالي 20.000 رجل). في 17 أغسطس 1945 في اليوم التالي لإعلان الاستقلال الإندونيسي أمر اليابانيون بيتا بالاستسلام وتسليم أسلحتهم، وهو ما فعله معظمهم. دعم رئيس الجمهورية الإندونيسية المُعلنة حديثًا سوكارنو بالحل بدلاً من تحويل المنظمة إلى جيش وطني لأنه كان يخشى مزاعم التعاون لو سمح لميليشيا من صنع اليابان بالاستمرار في الوجود.
خلال الثورة الوطنية الإندونيسية شكل ضباط وقوات بيتا السابقون مثل سوهارتو وسودرمان جوهر القوات المسلحة الإندونيسية الناشئة.

## تمرد كتيبة بيتا في بليتار
في 14 فبراير 1945 قادت قوات بيتا في بليتار تحت قيادة سوبريادي تمردًا. تم إخماد هذا التمرد بنجاح من خلال استخدام القوى الأصلية التي لم تكن متورطة في التمرد، سواء من وحدات بيتا أو وحدات هيهو. وقد أُعلن أن سوبريادي قائد قوات المتمردين وفقًا للتاريخ الإندونيسي مفقود في هذا الحادث. ظل الزعيم الميداني لهذا التمرد الذي نسيه التاريخ واسمه مراد مع قواته حتى النهاية. جميعهم في نهاية الأمر وبعد تعرضهم للتعذيب أثناء الاحتجاز من قبل كتيبة كيمبيتاي حوكموا وحُكم عليهم بالإعدام بقطع الرأس وفقًا للقانون العسكري للجيش الإمبراطوري الياباني في إيفريلد (الآن ساحل آنكول) في 16 مايو 1945.

## الحل
في 18 أغسطس 1945، وفي اليوم التالي لإعلان الاستقلال الإندونيسي وبناءً على اتفاقية الاستسلام اليابانية مع كتلة الحلفاء، أمر الجيش الإمبراطوري الياباني كتائب بيتا بتسليم أسلحتهم، والتي أطاعهم معظم المنتمون للجيش. أيد الرئيس الجديد لجمهورية إندونيسيا سوكارنو الحل بدلاً من تحويل بيتا إلى جيش وطن، بسبب اتهامات كتلة الحلفاء بأن إندونيسيا المولودة حديثًا كانت متعاونة مع الإمبراطوري الياباني إذا سمح لهذه المليشيا اليابانية التي تم إنشاؤها بالمضي قدمًا. بعد ذلك بيوم، وفي 19 أغسطس 1945 ألقى القائد الأخير للجيش السادس عشر في جاوة اللفتنانت جنرال ناجانو يويشيرو خطاب وداع لأعضاء وحدة بيتا.